# Ligne Kintetsu Shima
La ligne Kintetsu Shima (近鉄志摩線, Kintetsu Shima-sen) est une ligne ferroviaire du réseau Kintetsu située dans la préfecture de Mie au Japon. Elle relie la gare de Toba à la gare de Kashikojima à Shima. La ligne est le prolongement de la ligne Kintetsu Toba.

## Histoire
La ligne a ouvert le 23 juillet 1929.

## Caractéristiques

### Ligne
- Ecartement : 1 435 mm
- Alimentation : 1 500 V par caténaire

### Interconnexion
À Toba, les trains continuent sur la ligne Kintetsu Toba.

### Liste des gares
La ligne comporte 16 gares numérotées de M78 à M93.
| Numéro | Gare           | Nom japonais | Distance depuis Toba (km) | Correspondances                                     | Localisation | Localisation      |
| ------ | -------------- | ------------ | ------------------------- | --------------------------------------------------- | ------------ | ----------------- |
| M78    | Toba           | 鳥羽         | 0                         | Kintetsu : Toba (interconnexion) JR Central : Sangū | Toba         | Préfecture de Mie |
| M79    | Nakanogō       | 中之郷       | 1,0                       |                                                     | Toba         | Préfecture de Mie |
| M80    | Shima-Akasaki  | 志摩赤崎     | 2,3                       |                                                     | Toba         | Préfecture de Mie |
| M81    | Funatsu        | 船津         | 3,9                       |                                                     | Toba         | Préfecture de Mie |
| M82    | Kamo           | 加茂         | 5,5                       |                                                     | Toba         | Préfecture de Mie |
| M83    | Matsuo         | 松尾         | 6,9                       |                                                     | Toba         | Préfecture de Mie |
| M84    | Shiraki        | 白木         | 7,9                       |                                                     | Toba         | Préfecture de Mie |
| M85    | Gochi          | 五知         | 11,0                      |                                                     | Shima        | Préfecture de Mie |
| M86    | Kutsukake (ja) | 沓掛         | 12,7                      |                                                     | Shima        | Préfecture de Mie |
| M87    | Kaminogō       | 上之郷       | 14,6                      |                                                     | Shima        | Préfecture de Mie |
| M88    | Shima-Isobe    | 志摩磯部     | 16,0                      |                                                     | Shima        | Préfecture de Mie |
| M89    | Anagawa        | 穴川         | 17,6                      |                                                     | Shima        | Préfecture de Mie |
| M90    | Shima-Yokoyama | 志摩横山     | 20,4                      |                                                     | Shima        | Préfecture de Mie |
| M91    | Ugata          | 鵜方         | 21,3                      |                                                     | Shima        | Préfecture de Mie |
| M92    | Shima-Shimmei  | 志摩神明     | 23,1                      |                                                     | Shima        | Préfecture de Mie |
| M93    | Kashikojima    | 賢島         | 24,5                      |                                                     | Shima        | Préfecture de Mie |